# 殺手本能
《殺手本能》（中国大陆又译作，台湾又译作）是一款電子格鬥遊戲，由Rare開發，先於美國的1994年11月28日在街機上推出，再由任天堂美國分公司於1995年8月30日在超級任天堂上發售，又於1995年11月在Game Boy上發售。

## 外部連結
- 中的“Killer Instinct”
- Killer List of Videogames上的《殺手本能》
- Killer Instinct任天堂官方页面（原始页面及互联网档案馆）
- Killer Instinct Wiki （页面存档备份，存于） at Wikia